# Chiến lược theo lượt
Chiến lược theo lượt (TBS) là một dạng game chiến lược (thường là một số loại wargame, đặc biệt là wargame cấp chiến lược) mà người chơi sẽ chơi theo từng lượt đi. Khác với Chiến lược thời gian thực mà tất cả người chơi chơi cùng một lúc.

## Phân loại

### Board game
Có nhiều board game thuộc dạng theo lượt. Ví dụ, cờ vua là một trong những trò chơi cổ xưa và có tính cạnh tranh cao nhất. Tuy vậy, nhiều trò chơi khác như cờ lật, cờ đam, cờ thỏ và cờ vây cũng đều là dạng theo lượt.

### Chiến thuật theo lượt
Lối chơi chiến thuật theo lượt is được đặc trưng bởi mong muốn người chơi hoàn thành nhiệm vụ của họ bằng cách sử dụng các lực lượng chiến đấu được cung cấp cho họ, và thường là bằng cách cung cấp một biểu hiện thực tế (hoặc ít nhất là có thể tin cậy) về mặt chiến thuật và hoạt động quân sự. Các game nhập vai chiến thuật là một phần của thể loại này. Ví dụ như Fire Emblem, The Battle for Wesnoth, Poxnora, Silent Storm, Steel Panthers: World at War!, King's Bounty, Great Big War Game, Nintendo Wars, UniWar, XCOM 2 và uTanks.

### Game chủ đạo
Sau một thời gian chuyển đổi dòng board game và game TBS lịch sử thành game vi tính, các công ty đã bắt đầu dựa trên dạng game chiến lược theo lượt máy tính dựa trên các thuộc tính và khái niệm gốc hoàn toàn. Sự hiện diện của máy tính dùng để tính toán và phân xử cho phép dạng game này tiến tới độ phức tạp hơn là điều mà một board game truyền thống không thể nào làm được.
Một số tựa game chiến lược theo lượt nổi tiếng gồm có dòng Civilization của Sid Meier, dòng Heroes of Might and Magic, dòng Panzer General và dòng Age of Wonders.

### Game độc lập

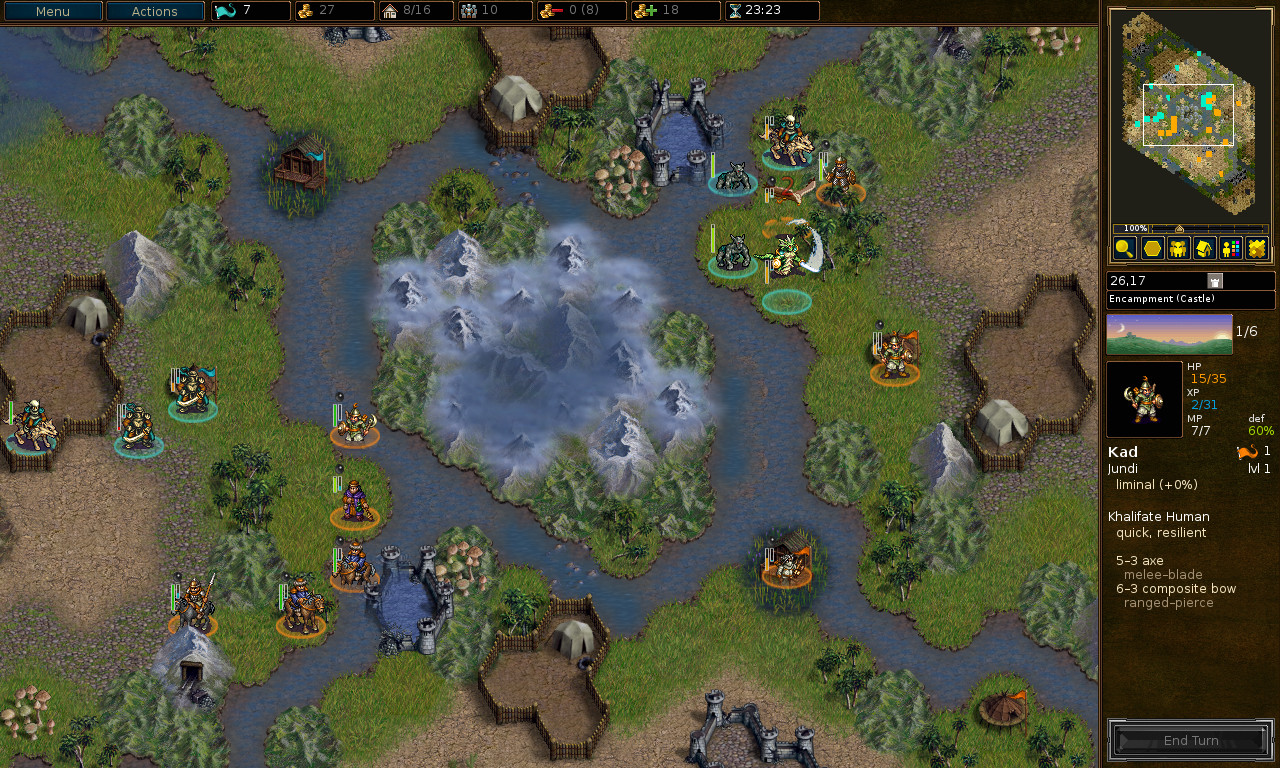
The Battle for Wesnoth là một game chiến lược theo lượt mã nguồn mở.

Xu hướng thị trường tiếp theo là sự gia tăng của các game chiến lược theo lượt "độc lập" (Indie games nghĩa là các game được sản xuất bởi các nhóm nhỏ, độc lập hoặc chỉ liên quan đến các yếu tố chính trong ngành công nghiệp trò chơi máy tính). Những game này thường mở rộng hoặc tinh chỉnh các game chiến lược theo lượt hiện có. Ví dụ gồm có trò Freeciv hoặc Golden Age of Civilizations.

### Game mã nguồn mở
Vì dạng game chiến lược theo lượt thường không đòi hỏi một lượng lớn tranh phác họa hay mô hình, các nhà phát triển sẵn sàng tình nguyện dành thời gian của họ để có thể tập trung vào lối chơi. Những thư mục như Freecode cung cấp danh sách lớn các dự án chiến lược theo lượt mã nguồn mở.

### Game trên trình duyệt web
Bởi vì chúng không yêu cầu người dùng cài đặt các tập tin và thường là miễn phí, game trực tuyến dựa trên trình duyệt web đang trở nên phổ biến. Tất cả những gì người chơi cần là bất kỳ thiết bị nào có trình duyệt web và kết nối Internet. Nhiều game còn chạy tốt trên điện thoại thông minh giống như trên máy tính để bàn.